# Bjurselliden
Bjurselliden este o arie protejată (arie specială de conservare — SAC, sit de importanță comunitară — SCI) din Suedia întinsă pe o suprafață de 40,7 ha, integral pe uscat.

## Localizare
Centrul sitului Bjurselliden este situat la coordonatele 64°54′26″N 19°43′53″E / 64.9072°N 19.7314°E.

## Înființare
Situl Bjurselliden a fost declarat sit de importanță comunitară în aprilie 2004 pentru a proteja un număr necunoscut de specii din flora spontană și fauna sălbatică aflate în arealul zonei. Situl a fost protejat și ca arie specială de conservare în martie 2011.

## Biodiversitate
Situată în ecoregiunea boreală, aria protejată conține 1 habitat natural: Taiga vestică.
La baza desemnării sitului se află un număr nedeclarat de specii protejate.